# Saccage de Lawrence
Ne doit pas être confondu avec Massacre de Lawrence.

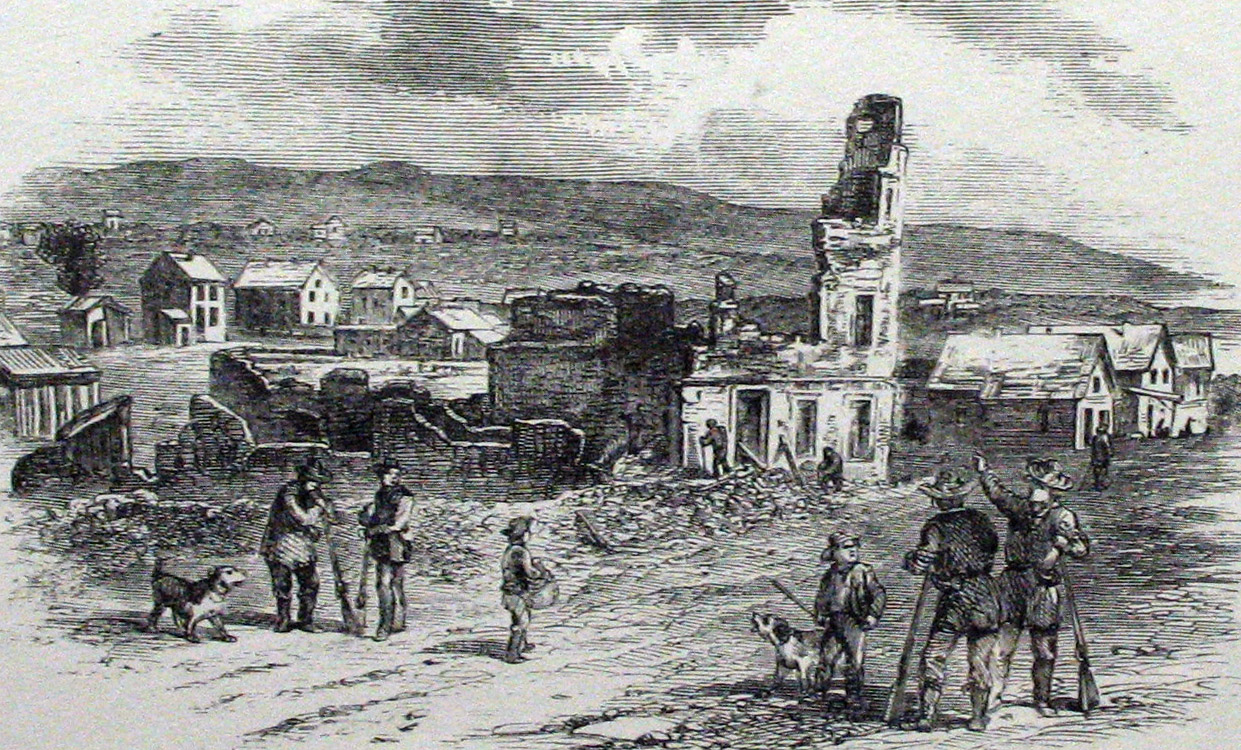
Ruines du siège de l'État libre après le saccage de Lawrence.

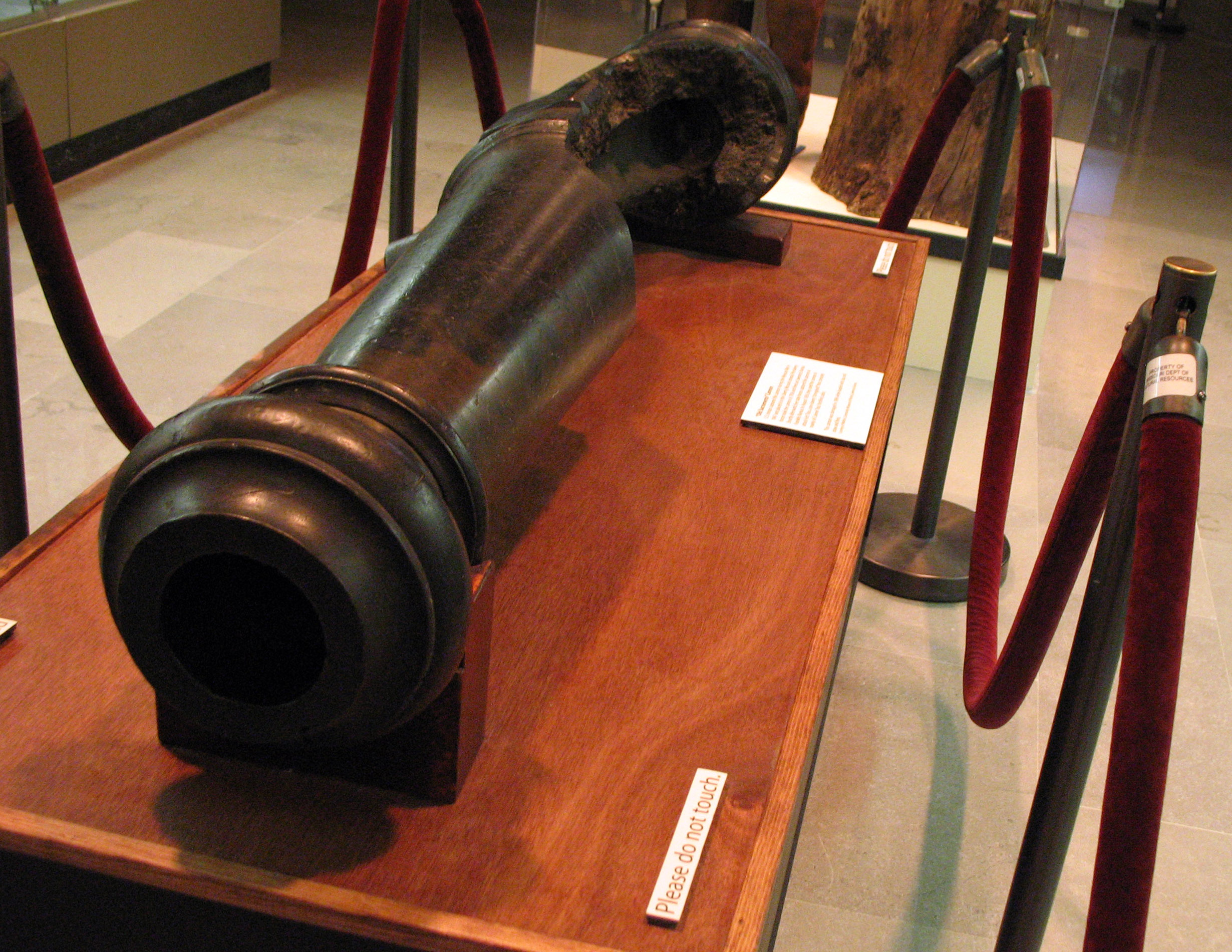
Le canon "Old Sacramento" capturé par les États-Unis en 1847 pendant la Guerre américano-mexicaine et transporté au Liberty Arsenal. Cette pièce d'artillerie fut prise et utilisée par les partisans de l'esclavage durant le sac de Lawrence.

Le Saccage de Lawrence (Kansas) fait partie d'une série de violentes confrontations politiques et populaires regroupées sous le nom de Bleeding Kansas qui opposèrent, de 1854 à 1861, dans le Territoire du Kansas et les villes de la frontière ouest du Missouri, les Free Soilers (anti-esclavagistes) et les Border Ruffians (partisans de l'esclavage). Les évènements du Bleeding Kansas menèrent directement à la guerre de Sécession et conditionnèrent les relations entre Kansas et Missouri.
Le 21 mai 1856, des partisans de l'esclavage venus du Missouri, attaquent et mettent à sac le village de Lawrence, fondée par des colons anti-esclavagistes. L'incident alimentera la spirale de la violence.

## Contexte
Le village de Lawrence, fondée en 1854 par des colons anti-esclavagistes, avec le soutien de la New England Emigrant Aid Company, était rapidement devenu un foyer d'actes de violences perpétrés par les pro-esclavagistes sur le territoire du Kansas. Le village avait été brièvement assiégé en décembre 1855, mais il n'avait pas été attaqué directement. Le 23 avril 1856, le shérif Samuel J. Jones, du Comté de Douglas tente d'arrêter deux colons anti-esclavagistes (Free Soilers) quand il est blessé par balle. L'incident semble avoir été le point de départ des violences.
Les habitants de Lawrence escortent Jones, blessé, hors des limites du village. Le 11 mai, un marshall fédéral, J. B. Donaldson, déclare que cette action a interféré avec l'exécution de mandats délivré contre la législature anti-esclavagiste extra-légale mise en place pour s'opposer au gouvernement officiel, pro-esclavagiste. Sur la base de cette proclamation, et s'appuyant sur la décision d'un grand jury qui indiquait que le siège de cet État libre extra-légal, situé à Lawrence, avait été fortifié, le shérif Jones assemble une troupe de 800 sudistes pour entrer dans le village, désarmer ses habitants, saccager les imprimeries anti-esclavagistes et détruire le siège de l'État libre,.

## Saccage
Le 21 mai 1856, une troupe forte d'environ 800 sudistes, appelés Border Ruffians, conduits par le shérif Samuel J. Jones et par le sénateur du Missouri David Rice Atchison, se rassemble à proximité de Lawrence. Une bonne partie de la troupe occupe Mount Oread et un canon y est placé pour surplomber le village. La résidence de Charles L. Robinson, premier gouverneur du Kansas et habitant de Lawrence, est réquisitionnée pour servir de quartier-général aux agresseurs. Des troupes sont postées sur chaque route sortant de la ville et sur la rive nord de la rivière Kansas, afin d'empêcher toute tentative de fuite. Deux drapeaux flottent côte à côte au-dessus des troupes sudistes : le drapeau de l'Union (Stars and Stripes) et un drapeau rouge sang portant la mention « Droits du Sud ».
Les imprimeries des deux journaux abolitionnistes de la ville (le Kansas Free State et le Herald of Freedom) sont saccagées, leurs presses détruites, les caractères d'imprimerie jetées dans la rivière. Après quelques tentatives infructueuses au canon, puis à l'explosif, le siège de l'État libre est finalement détruit, dans la soirée, par une bombe incendiaire. Des pillages ont alors lieu dans les rues désertées par les habitants.
En se retirant, les hommes de Jones incendient la résidence de Robinson sur Mount Oread. Le saccage fait une victime parmi les agresseurs, un partisan de l'esclavage tué par l'effondrement d'un pan de mur.
La nouvelle du sac de Lawrence se propagea à travers la nation comme une traînée de poudre, indignant les abolitionnistes de tous bords, réjouissant évidemment les esclavagistes du Sud. « Ainsi est tombée la forteresse abolitionniste », conclut le quotidien esclavagiste Lecompton Union, « et nous espérons que la New England Emigrant Aid Company aura reçu une bonne leçon pour le futur ».
Le saccage de Lawrence contribuera à la très mauvaise image des esclavagistes dans une partie croissante de l'opinion publique au Nord, et contribuera, avec les autres événements du Bleeding Kansas, au déclenchement de la Guerre de Sécession, quatre ans plus tard. En 1863, la petite ville de pionniers connaîtra un autre drame, autrement grave, le massacre de Lawrence, au cours duquel 450 hors-la-loi menés par William Quantrill exécutent de sang-froid 142 hommes de la ville au petit matin.